# Julius Epstein
Julius Epstein (Zagreb, 7. kolovoza 1832. – Beč, Austrija,  3. ožujka 1926.), znameniti hrvatsko-austrijski pijanist i klavirski pedagog.

## Životopis
Julius (Julije) Epstein je rođen u Zagrebu, 7. kolovoza 1832. u židovskoj obitelji. Odrastao je u Zagrebu s dvojicom braće; Ignatzom (Vatroslav) i Jacquesom (Jakov). Sa suprugom Amalijom Mautner-Epstein imao je troje djece; Richarda, Rudolfinu i Eugéniu. Epsteinov sin Richard, poznati zagrebački pijanist i muzički pedagog na Sveučilištu za glazbu i izvedbene umjetnosti u Beču, je ubijen za vrijeme Holokausta. Kći mu Rudolfina je bila čelistica, a Eugenia violinistica. Epsteinove kćeri su tijekom sezone 1876. – 1877. odradile uspješnu zajedničku turneju po Njemačkoj.
Tijekom školovanja u Zagrebu Epsteinov je profesor bio hrvatski pjesnik Vatroslav Lichtenegger, dok je u Beču studirao pod Johannom Rufinatschom i Antonom Halmom. Epstein je debitirao 1852. godine, te je ubrzo postao jedan od popularnijih pijanista i profesora u Beču. Od 1867. do 1901. godine, Epstein je kao profesor predavao na Sveučilištu za glazbu i izvedbene umjetnosti u Beču gdje su mu među ostalima studenti bili; Ignaz Brüll, Marcella Sembrich, Mathilde Kralik, Gustav Mahler, Blagoje Bersa i Richard Robert. Epstein je izvodio i uređivao Beethovenove klavirske sonate, Mendelssohnovu sonatu "Sämmtliche Clavierwerke" i Schubertovu sonatu "Kritisch Durchgesehene Gesammtausgabe". Bio je dobar prijatelj Ferde Livadića i mentor Gustava Mahlera. 1846. godine, Epstein je u Zagrebu sa svojom braćom osnovao Društvo čovječnosti, koje je pomagalo potrebite diljem Trojedne Kraljevine Hrvatske, Slavonije i Dalmacije. Julius Epstein preminuo je 3. ožujka 1926. godine u Beču.